# Großer Tiergarten

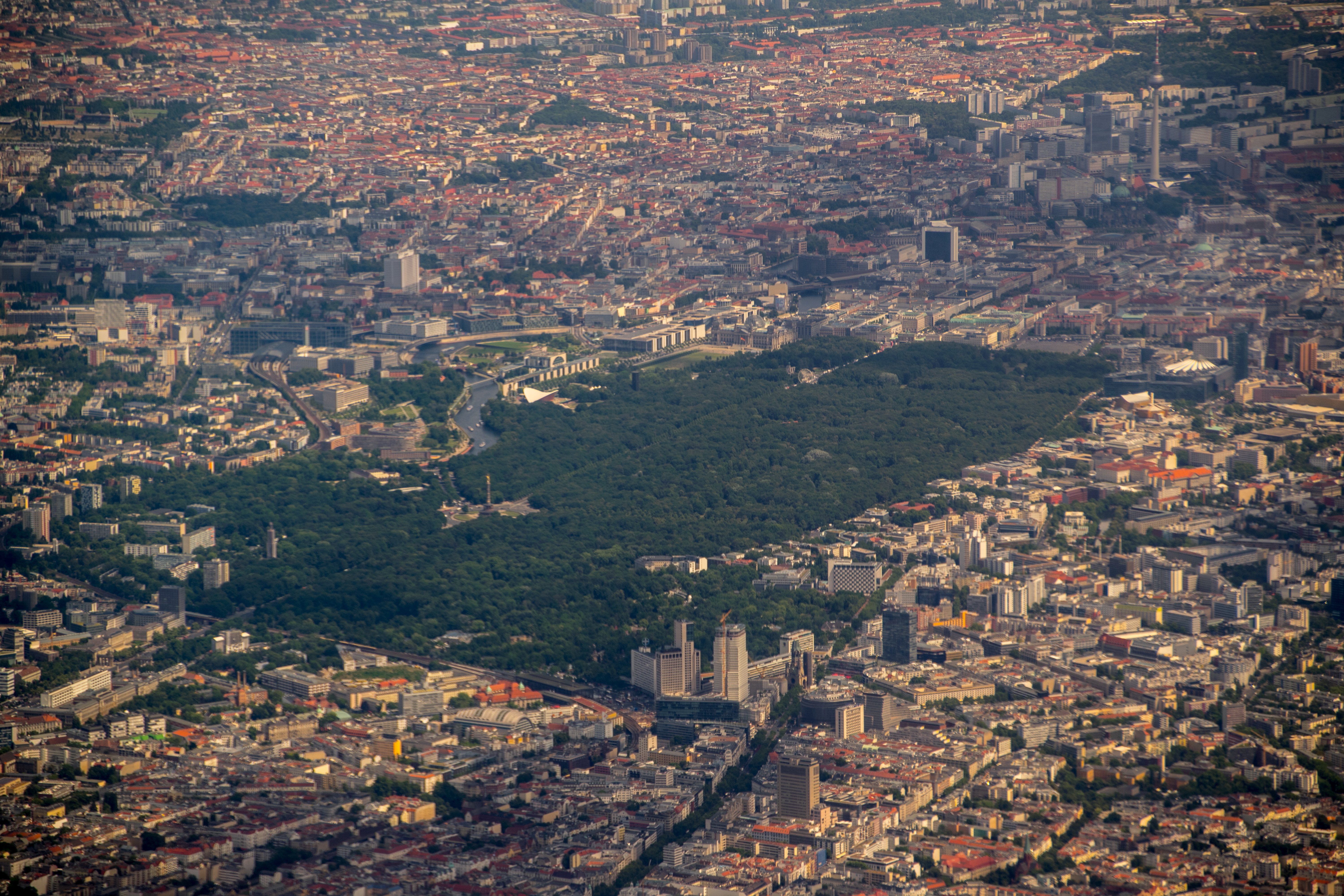
Großer Tiergarten, Luftbild, Gesamtansicht

Der Große Tiergarten in Berlin ist eine zentral im Ortsteil Tiergarten des Bezirks Mitte gelegene Parkanlage, die sich auf 210 Hektar (2,1 km²) erstreckt. Einige breite Straßen durchschneiden den Park, darunter die Straße des 17. Juni; sie kreuzen sich am Großen Stern, in dessen Mitte die Siegessäule steht.

## Geschichte

### Jagdrevier und Barockpark
Ein erster Tiergarten wurde schon 1527 an anderer Stelle angelegt, nämlich in der Nähe des Berliner Schlosses, westlich der Berliner Stadtmauer. Das kleine Gebiet wurde seit 1530 nach Westen und Norden hin durch Zukäufe erweitert, bis zu den Grenzen des heutigen Tiergartens und darüber hinaus. Man setzte Wildtiere aus und hinderte sie durch Zäune daran, auf die umliegenden Äcker zu entweichen. Das Gelände diente als Jagdpark der Kurfürsten von Brandenburg. Als die Stadt Berlin wuchs, wurde das Jagdgebiet nach und nach verkleinert.
In der Regierungszeit Friedrichs I. entstanden Strukturen, die bis heute sichtbar sind. In Verlängerung der Allee Unter den Linden wurde eine breite Schneise durch den Tiergarten geschlagen, als Verbindung zwischen dem Stadtschloss und dem zwischen 1695 und 1699 erbauten Schloss Charlottenburg. Der Große Stern mit acht und der Kurfürstenplatz mit sieben Alleen wurden angelegt. Damit begann die allmähliche Umwandlung des Wildreviers in einen zur Erholung bestimmten Waldpark.
Friedrich der Große schätzte die Jagd nicht. 1742 gab er dem Architekten Georg Wenzeslaus von Knobelsdorff den Auftrag, die Zäune niederreißen zu lassen und den Tiergarten zu einem Lustpark für die Bevölkerung umzugestalten. Er ließ nach dem Geschmack des Barock Blumenbeete, Rabatten und Spaliere in geometrischen Anordnungen pflanzen, Labyrinthe, Wasserbecken und Zierteiche anlegen und Skulpturen aufstellen. Entlang der Alleen entstanden Salons, kleine, mit Hecken oder Bäumen eingefasste Plätze, die mit Sitzgelegenheiten, Brunnen und Vasen gewissermaßen möbliert waren und den Besuchern Ruhe und Schatten boten. Eine Fasanerie wurde eingerichtet – die Keimzelle des Zoologischen Gartens, der 1844 eröffnet wurde. In der Nähe durften zwei hugenottische Refugiés seit 1745 Zelte aufstellen und den Spaziergängern Erfrischungen verkaufen, woran der Straßenname In den Zelten erinnert. Am 6. März des Revolutionsjahres 1848 wurde hier in einer ersten Versammlung die Abschaffung der staatlichen Zensur gefordert.

### Landschaftsgarten

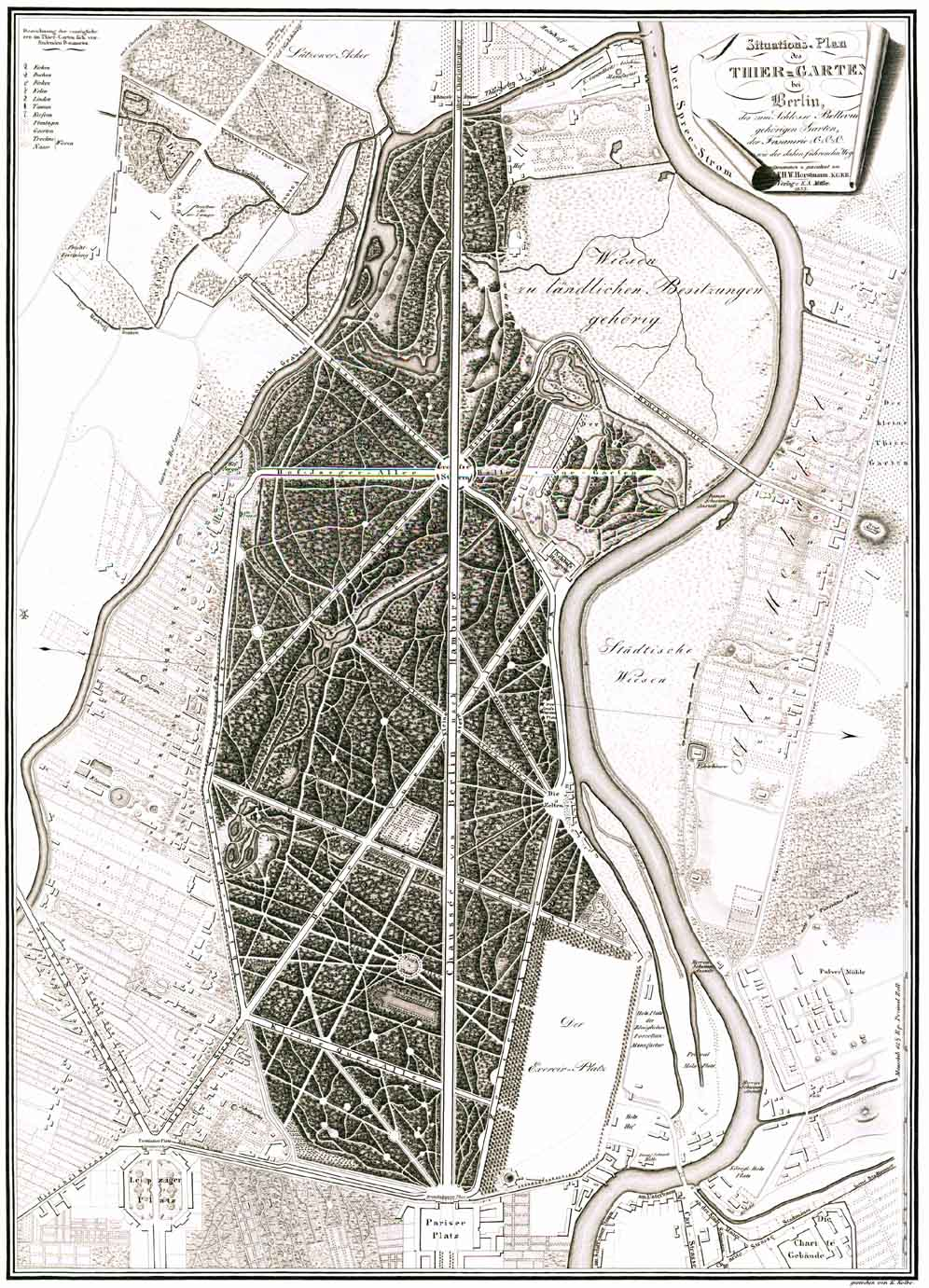
Tiergarten im Jahr 1833

Knobelsdorffs spätbarocke Formen des Tiergartens wurden seit Ende des 18. Jahrhunderts allmählich abgelöst durch erste Beispiele des neuen, landschaftlichen Gartenideals: den Schlosspark Bellevue (1786–1790) und die Neue Partie mit der Rousseau-Insel, 1792 durch den Hofgärtner Justus Ehrenreich Sello angelegt. 1818 erhielt Peter Joseph Lenné, damals noch Gartengeselle in Sanssouci, den Auftrag für die Neugestaltung des Tiergartens. Er plante einen landschaftsähnlichen Volkspark, der zugleich – in Erinnerung an die Befreiungskriege – eine Art preußischer Nationalpark zur moralischen Erbauung der Besucher werden sollte. König Friedrich Wilhelm III. lehnte Lennés „Idealplanung“ allerdings ab. Gegen den Widerstand einer zögerlichen Bürokratie setzte Lenné ein verändertes Planungskonzept durch, das in den Jahren 1833–1840 realisiert wurde. Es entstand ein Landschaftspark nach englischem Vorbild. Lenné nahm dabei aber auch Rücksicht auf wichtige Ordnungselemente seines Vorgängers Knobelsdorff. Feuchte Waldgebiete wurden trockengelegt, Reit-, Fahr- und Spazierwege entstanden. Charakteristische Bestandteile wurden weite Rasenflächen, von kleinen Wasserläufen durchzogen und mit Baumgruppen bestanden, Seen mit kleinen Inseln, zahlreiche Brücken – beispielsweise die Löwenbrücke – und Alleen. Wiesen und Lichtungen wurden zu großen Räumen und Sichtachsen zusammengefasst. Einzelne schmuckgärtnerische Anlagen, so die Luiseninsel und der Rosengarten, kamen hinzu.
In der Form, die Lenné ihm gegeben hatte, bestand der Park nahezu unverändert bis zur Mitte des 20. Jahrhunderts. Kleinere Veränderungen betrafen die Ausstattung mit patriotischen Denkmälern (seit 1849), darunter der Siegesallee, einem von Kaiser Wilhelm II. 1895 in Auftrag gegebenen und finanzierten Prachtboulevard, der 1901 vollendet wurde, und die Anlage des Königsplatzes (später: Platz der Republik) mit der Siegessäule. Bis 1881 befand sich der Park in königlichem Besitz, anschließend wurde er nach Berlin eingemeindet.
Tierplastiken und großformatige Jagdszenen in Bronze schmücken den Park, zahlreiche Standbilder erinnern an Berühmtheiten, etwa an Preußens beliebte Königin Luise und an ihren Mann, Friedrich Wilhelm III. (dessen Denkmal schuf 1849 der Bildhauer Friedrich Drake, die Sockelreliefs preisen allegorisch den Tiergarten); andere Skulpturen zeigen Goethe, Lessing, Fontane, Richard Wagner, Lortzing und, gemeinsam auf dem sogenannten „Komponistendenkmal“, Beethoven, Mozart und Haydn – aufgrund seiner eigenwilligen Neorokoko-Form mit dem Beinamen „Musikerofen“ belegt.
Am westlichen Rand des Tiergartens entstanden 1856 zwei von Friedrich August Stüler gestaltete klassizistische Steuerhäuser, die 1904–1908 durch das monumentale Charlottenburger Tor ersetzt wurden. Der östliche Rand des Tiergartens wird durch das Brandenburger Tor markiert. Nach einem einfachen Tor von 1670 entstand 1734 ein Torbau von Philipp Gerlach. Das heute bekannte Brandenburger Tor wurde 1789–1793 von Carl Gotthard Langhans gebaut.

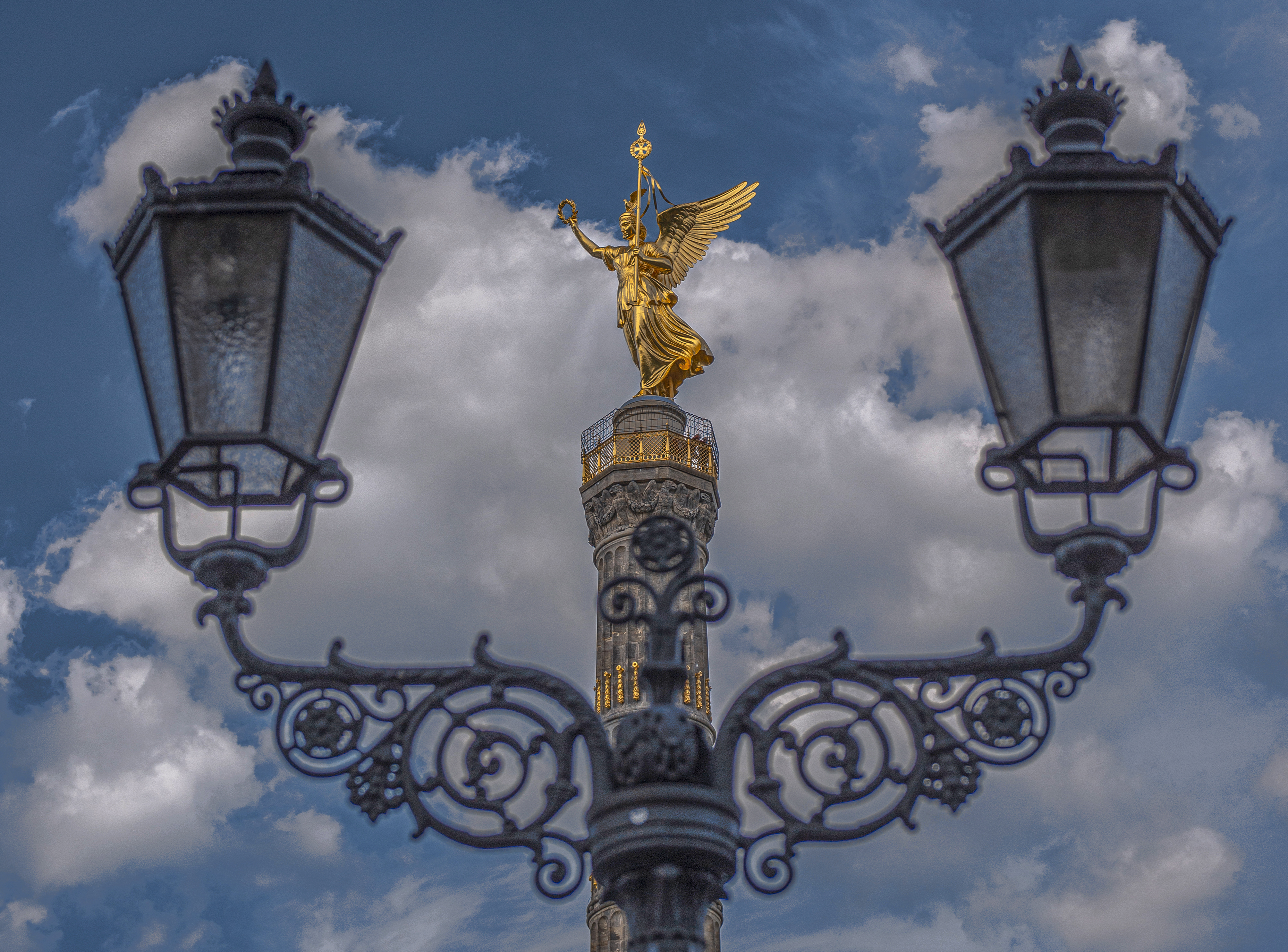
Siegessäule und Tiergarten-Laterne

Während der Zeit des Nationalsozialismus wurde der Tiergarten in Pläne für die Neugestaltung Berlins einbezogen. Die Charlottenburger Chaussee (seit 1953: Straße des 17. Juni) wurde als Ost-West-Achse von 27 auf 53 Meter verbreitert und teilt in dieser Form bis heute den Tiergarten. Die Siegessäule wurde auf den erheblich ausgeweiteten Großen Stern umgesetzt.

### Zweiter Weltkrieg und Nachkriegszeit
Im Zweiten Weltkrieg wurde der Tiergarten durch Luftangriffe der Alliierten schwer beschädigt. Unmittelbar nach Kriegsende diente die Ost-West-Achse zeitweise als Flugpiste, auf der Siegessäule war ein Kontrollposten stationiert. In der Nachkriegszeit wurden Bäume und Sträucher aufgrund des Kohlemangels verheizt, auf den freien Flächen wurden Kartoffeln und Gemüse angebaut, eine offiziell von den britischen Besatzungstruppen genehmigte vorübergehende Nutzung: es entstanden etwa 2550 Parzellen. Von ehemals rund 200.000 Bäumen standen noch etwa 700. Die Gewässer waren verschlammt, alle Brücken zerstört, die Denkmäler umgestürzt und beschädigt. Pläne, die Teich- und Fließlandschaft des Tiergartens mit Trümmerschutt aufzufüllen, scheiterten am Leiter des Berliner Hauptamtes für Grünplanung, Reinhold Lingner.

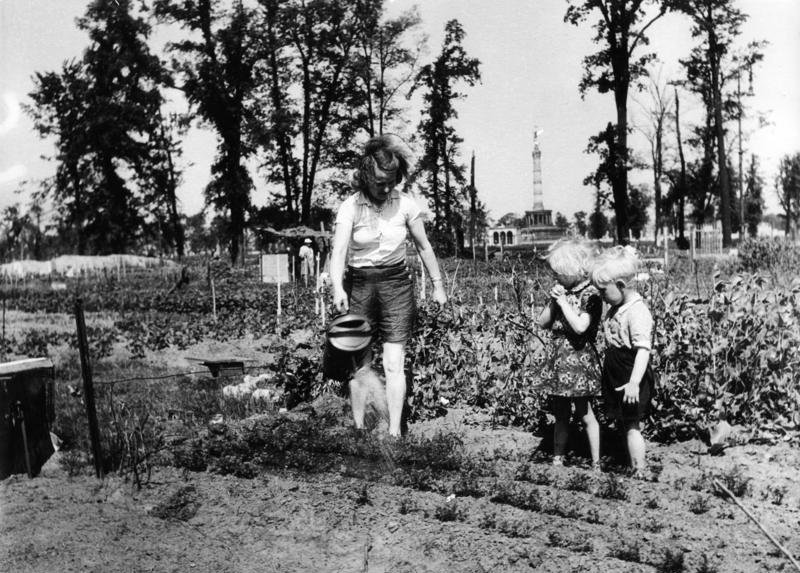
Gemüsebeet im Großen Tiergarten nahe der Siegessäule, 1945

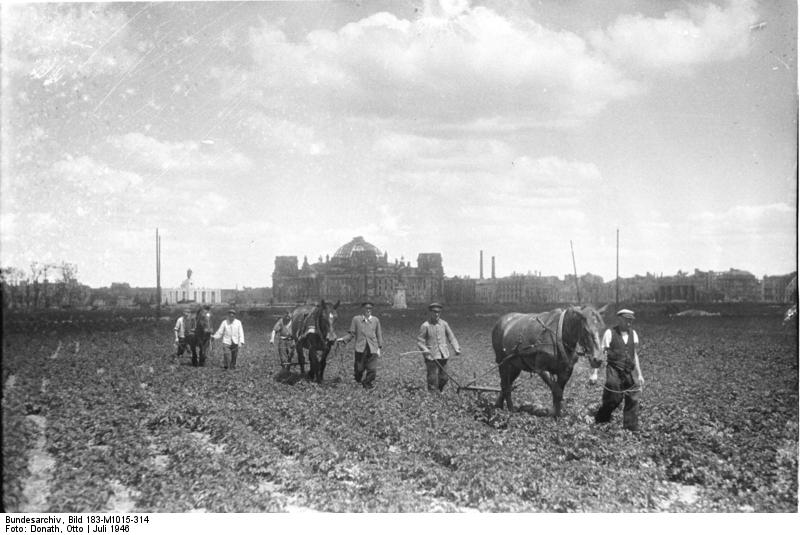
Landwirtschaftlicher Anbau im baumlosen Tiergarten; im Hintergrund Reichstag, Sowjetisches Ehrenmal und Brandenburger Tor, Juli 1946

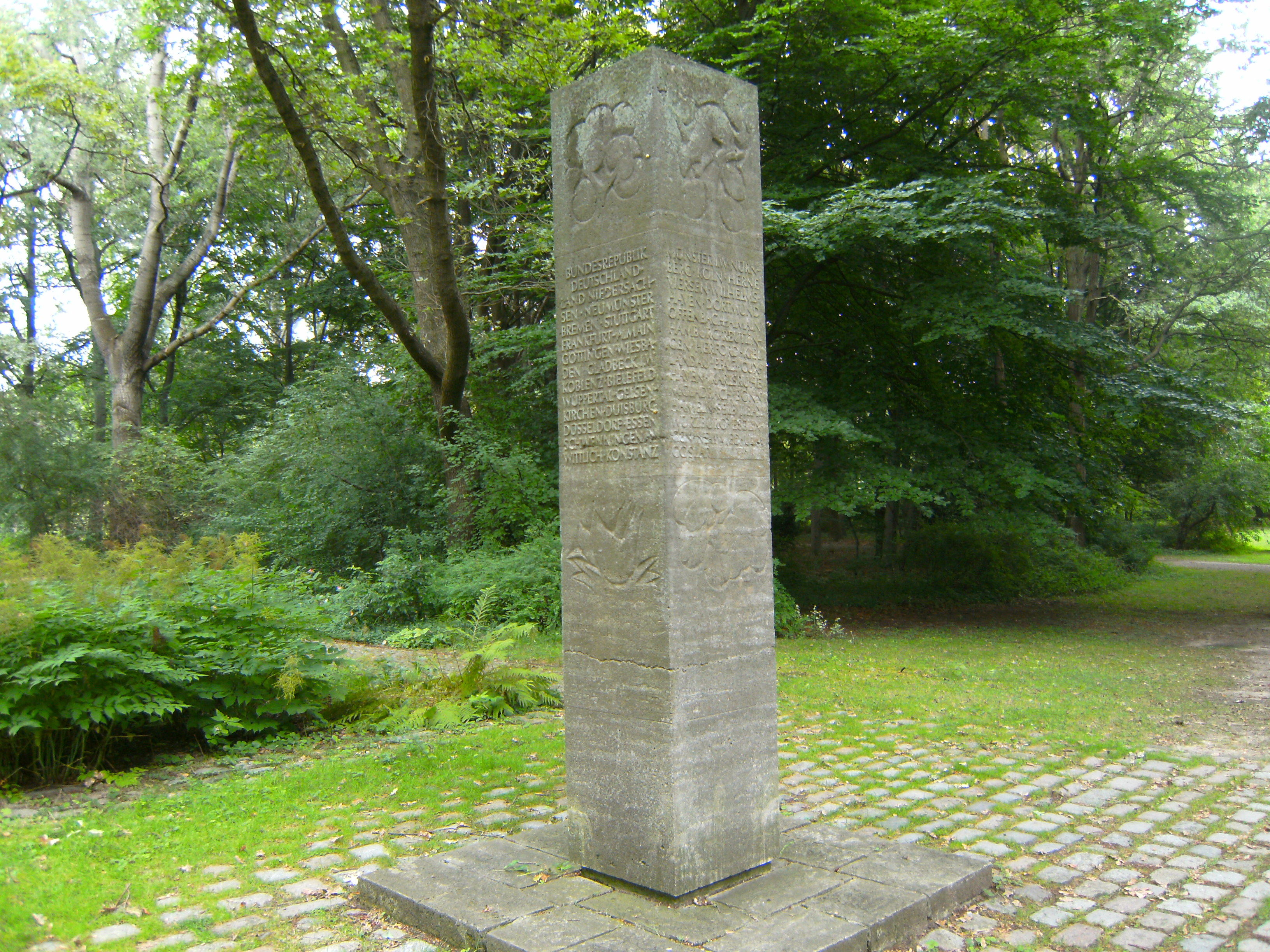
Großer Tiergarten in Berlin, Großer Weg, gegenüber der Rousseau-Insel: Baumdank-Denkmal zur Erinnerung an die Baumspenden deutscher Städte nach dem Zweiten Weltkrieg für den Großen Tiergarten

Am 2. Juli 1945 beschloss der Magistrat von Berlin die Wiederherstellung des Großen Tiergartens. Reinhold Lingner und Georg Pniower, Hochschullehrer für Gartengestaltung an der Berliner Universität, legten 1946/1947 die ersten Entwürfe für die Neugestaltung vor. Beide Planungen wurden im Zuge der Teilung der Stadt fallen gelassen und der Wiederaufbau des Tiergartens erfolgte in Anlehnung an die bis 1945 bestehende Gestalt nach vergleichsweise pragmatischen Plänen des Tiergartendirektors Wilhelm Alverdes. Alverdes plante einen möglichst ruhigen, weiträumigen landschaftlichen Erholungspark. Im Rahmen eines Notstandsprogramms wurde der Tiergarten zwischen 1949 und 1959 wieder aufgeforstet. Am 17. März 1949 pflanzte der Berliner Oberbürgermeister Ernst Reuter als ersten Baum eine Linde. Westdeutsche Städte übernahmen Patenschaften, aus dem ganzen Bundesgebiet kamen insgesamt 250.000 gespendete Jungbäume (während der Berlin-Blockade per Flugzeug) in die Stadt. Nach Alverdes’ Konzept galten allerdings die strukturell noch vorhandenen barocken Teile als nicht mehr zeitgemäß, die typische Synthese barocker und landschaftlicher Elemente, die den Tiergarten bis dahin prägten, wurde aufgegeben.
Als relativ naturnahe Parklandschaft war der Tiergarten ein wichtiges Naherholungsgebiet für die West-Berliner, die seit 1952 von ihrem Umland getrennt und ab 1961 durch die Mauer eingeschlossen waren.
Die Absperrung der Mitte Berlins am 13. August 1961 als Durchfahrgebiet für den gesamten Straßenverkehr zwischen dem Süden und Norden West-Berlins durch Bau der Berliner Mauer hatte eine völlige Überlastung des Großen Sterns zur Folge. Die Lösung des Verkehrsproblems brachte in nur 44 Tagen die Anlage der 1,2 Kilometer langen Entlastungsstraße. Schneiseanartig verlief sie von der Schweizer Botschaft über den Platz der Republik und die Straße des 17. Juni bis zur Lennéstraße. Der Name war eine Funktionsbezeichnung, um den vorübergehenden Charakter der Situation hervorzuheben.
Anlässlich der 750-Jahr-Feier Berlins wurde 1987 in der Nähe der Kongresshalle, dem heutigen Haus der Kulturen der Welt, das Carillon im Tiergarten errichtet. Der 42 Meter hohe Turm ist mit seinen 68 Glocken das viertgrößte Carillon der Welt. Das Glockenspiel erklingt im Sommer an jedem Sonntag.

### Nach 1990

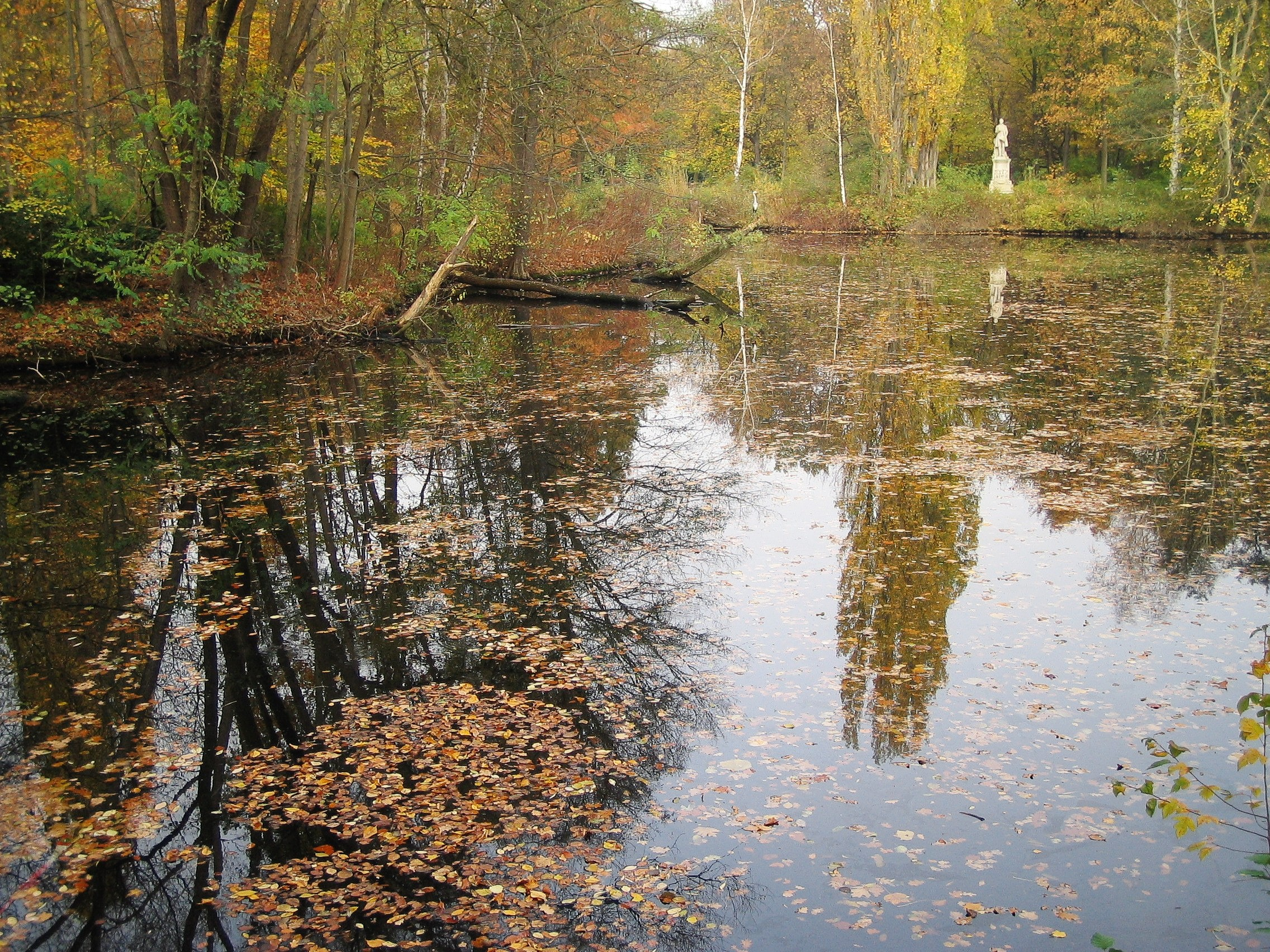
Neue Partie im Herbst

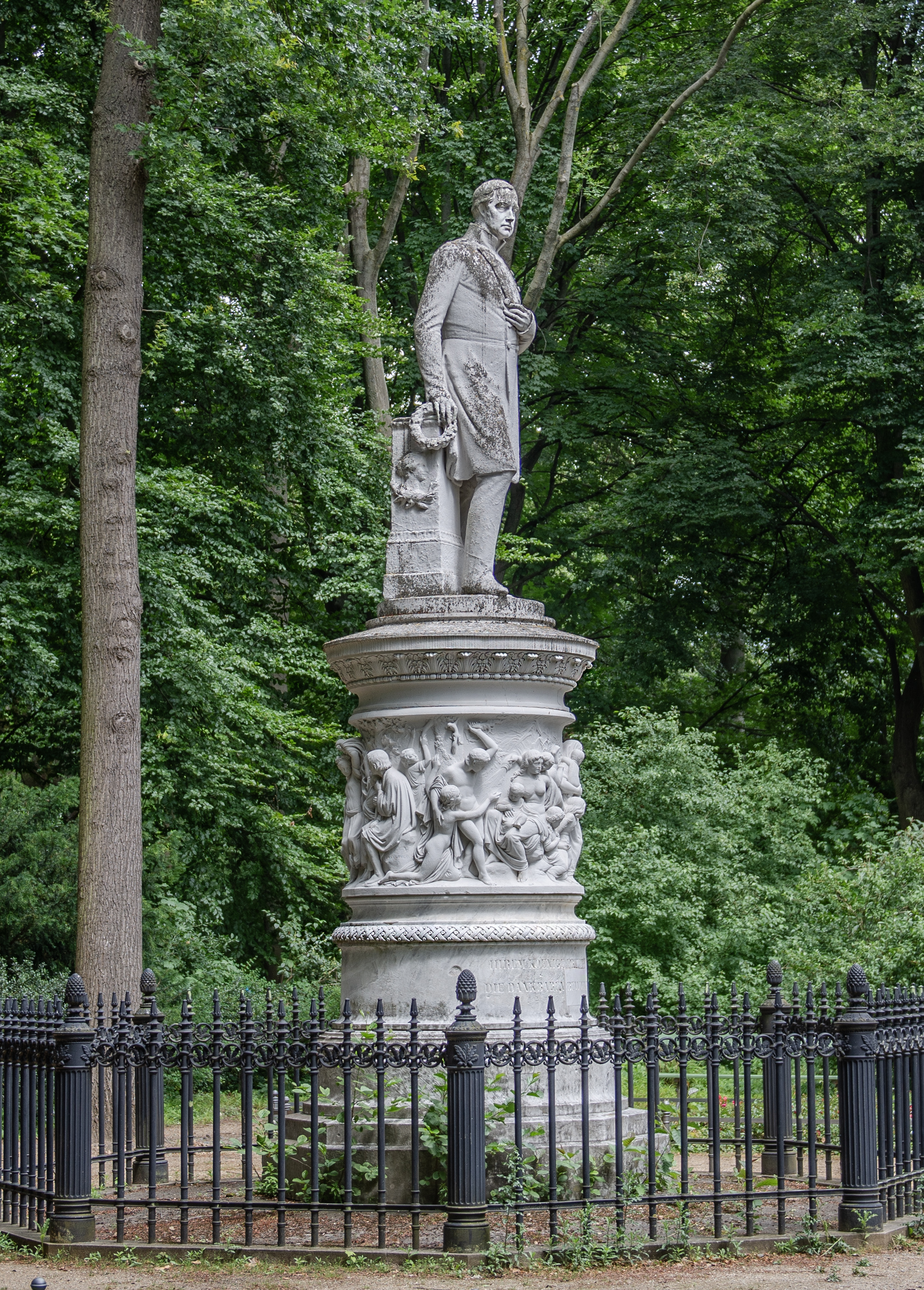
Friedrich Wilhelms III. Denkmal

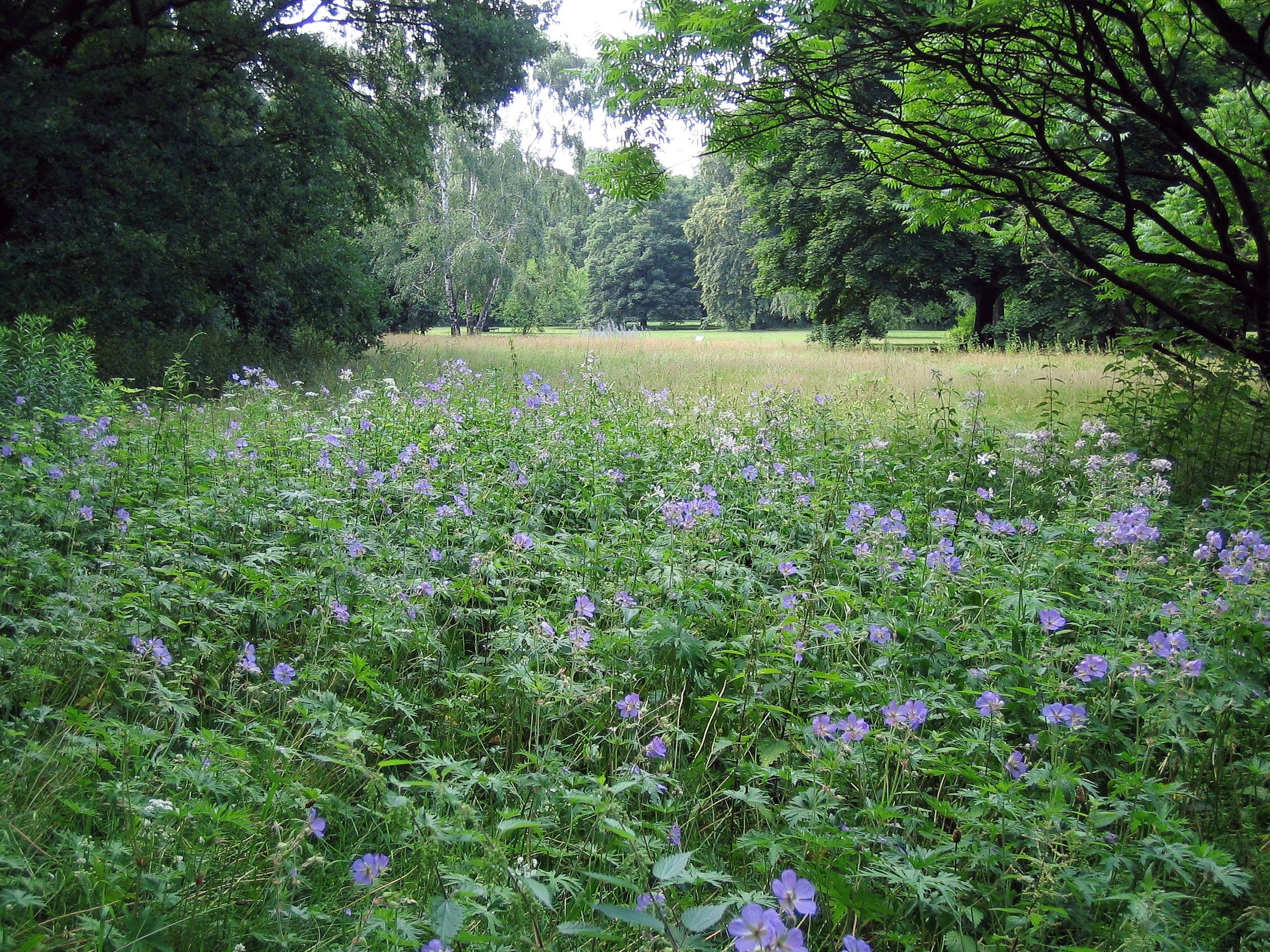
Langgraswiese

Seit der deutschen Wiedervereinigung 1990 und der Bestimmung Berlins als Bundeshauptstadt 1991 haben sich einige Randgebiete des Tiergartens stark verändert: An den Straßen, die den Park nach Süden begrenzen, wurden alte Botschaftsgebäude, die Jahrzehnte als Ruinen überdauert hatten, wieder instand gesetzt und andere, wie die Nordischen Botschaften, neu errichtet. An der Nordostseite entstanden das neue Bundeskanzleramt und Bürogebäude für die Alltagsarbeit der Abgeordneten, das Reichstagsgebäude als altes und neues Parlament erhielt eine gläserne Kuppel, und statt des Wildwuchs-Areals aus den Jahren der deutschen Teilung, das für Picknicks mit oder ohne Grill und für Ballspiele genutzt wurde, erstrecken sich dort repräsentative Rasen- und Freiflächen.
Seit 1991 ist der Große Tiergarten als Gartendenkmal des Landes Berlin in seinem gesamten Bestand (ausgenommen Großer Stern) gegen Eingriffe geschützt.
Das Vorhaben, die Entlastungsstraße durch einen Nord-Süd-Tunnel unter dem Tiergarten mit Tunnelröhren, auch für die Anbindung eines zu errichtenden Berliner Hauptbahnhofs, zu ersetzen, rief den Widerspruch von Naturschützern hervor. Sie befürchteten Vegetationsschäden durch Absinken des Grundwasserspiegels und verlangten vor Gericht vergeblich einen Baustopp. Zwischen 1996 und 2006 fand das Massenereignis Loveparade auf der Straße des 17. Juni entlang des Tiergartens statt, mit den Teilnehmerzahlen (1999: 1,5 Millionen) stieg ständig auch die ökologische Belastung des Parks. Nachdem das Interesse an der Loveparade nachzulassen schien, wurde die Veranstaltung im Jahr 2005 abgesagt und letztmals noch einmal im Sommer 2006 durchgeführt. Weitere Anziehungspunkte waren die Fanmeilen auf der Straße des 17. Juni während der Fußball-Weltmeisterschaft 2006 und der Fußball-Europameisterschaft 2008.
Ein letztes, größeres Wiederherstellungsprogramm betraf den östlichen Teil des Tiergartens, der, im Schatten der Mauer gelegen und durch die vielbefahrene Entlastungsstraße vom Hauptteil des Parks getrennt, lange Zeit kaum genutzt und gärtnerisch vernachlässigt worden war. Seit der Inbetriebnahme des Tiergartentunnels im Frühjahr 2006 verläuft der Nord-Süd-Verkehr unterirdisch und die Entlastungsstraße konnte zurückgebaut werden. Lediglich eine Mündung des Tiergartentunnels ragt von Süden her tief in den Park hinein. Hierdurch konnten die durch die Entlastungsstraße getrennt gewesenen Teile des Tiergartens wieder vereinigt werden. In diesem Bereich wurden ehemalige Wegeführungen rekonstruiert und verwilderte Flächen in Anlehnung an die historischen Pläne Lennés neu gestaltet. Durch in Jahrzehnten wildgewachsene Gehölze konnten schnurgerade Wegeschneisen geschlagen werden, wie der Floraweg in Nord-Süd-Richtung als Sichtachse zum Floraplatz.
Mit der Zusammenführung sechs verstreuter und dem Nachguss zwei verschollener Tierplastiken des Bildhauers Rudolf Siemering wurde im Juni 2020 die Rekonstruktion des Denkmalensembles am Floraplatz abgeschlossen.

## Ziele im Tiergarten

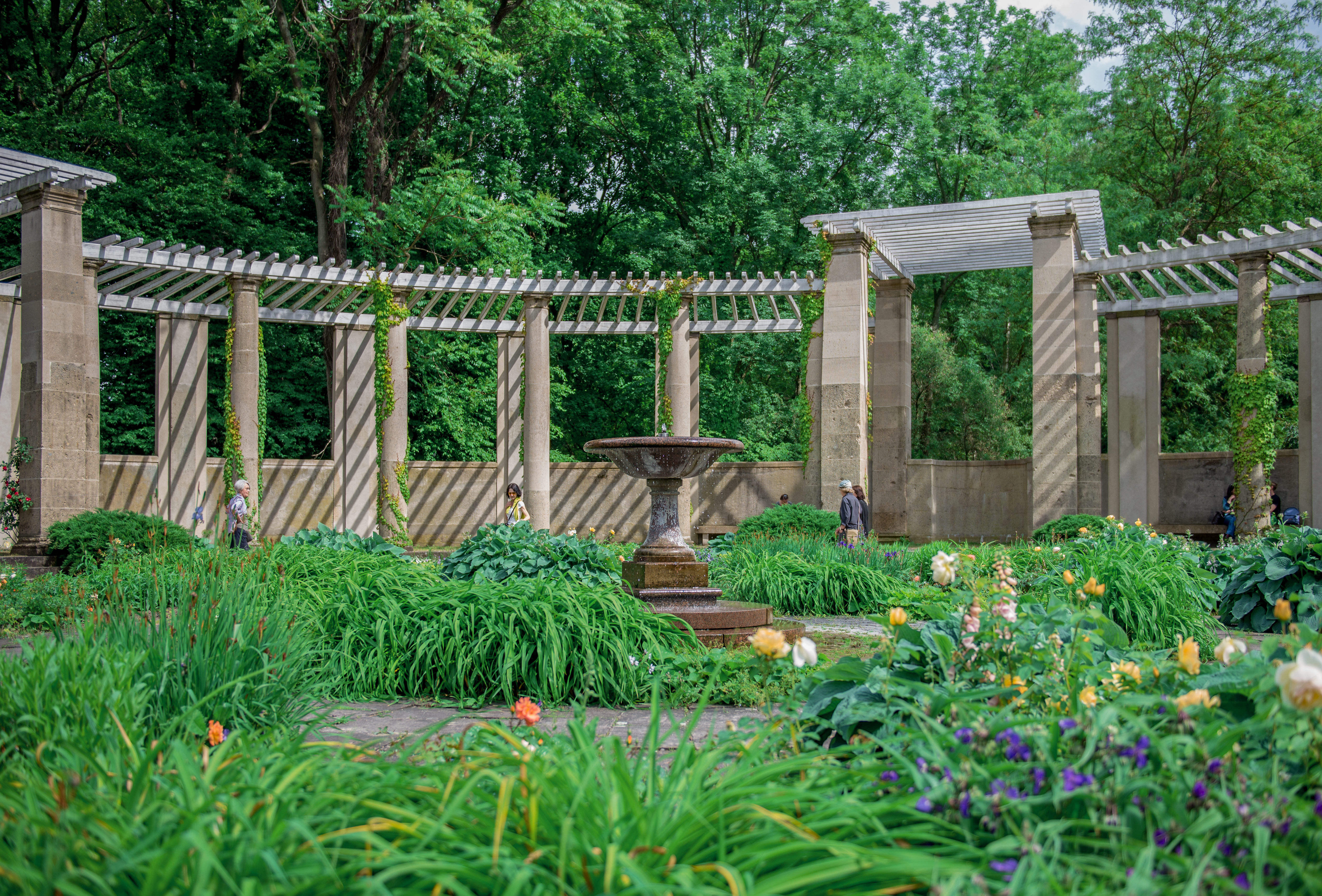
Pergola im Rosengarten

### Englischer Garten
Auf Vorschlag des britischen Stadtkommandanten General Bourne und nach einem Konzept des Landschaftsarchitekten und Leiters der Tiergartenverwaltung Wilhelm Alverdes wurde unterstützt durch über 5000 Baumspenden aus den Privatgärten König Georgs VI. und britischer Bürger ein Teil des Tiergartens südwestlich vom Schloss Bellevue zum Englischen Garten umgestaltet. Er wurde am 25. Mai 1952 in Beisein des britischen Außenministers Anthony Eden eingeweiht, nach ihm hieß die etwa 40.000 m² große Anlage bei den Berlinern daher lange Zeit „Garten Eden“. Das darin gelegene Parkhaus bzw. „Teehaus“ wurde auf dem Fundament eines ehemaligen Wohnhauses von Gustaf Gründgens gebaut. In der Nacht vom 7. zum 8. September 2024 kam es zu einem Brand, bei dem insbesondere das Reetdach und die Inneneinrichtungen des Hauses zerstört wurden.

### Gedenkstätten

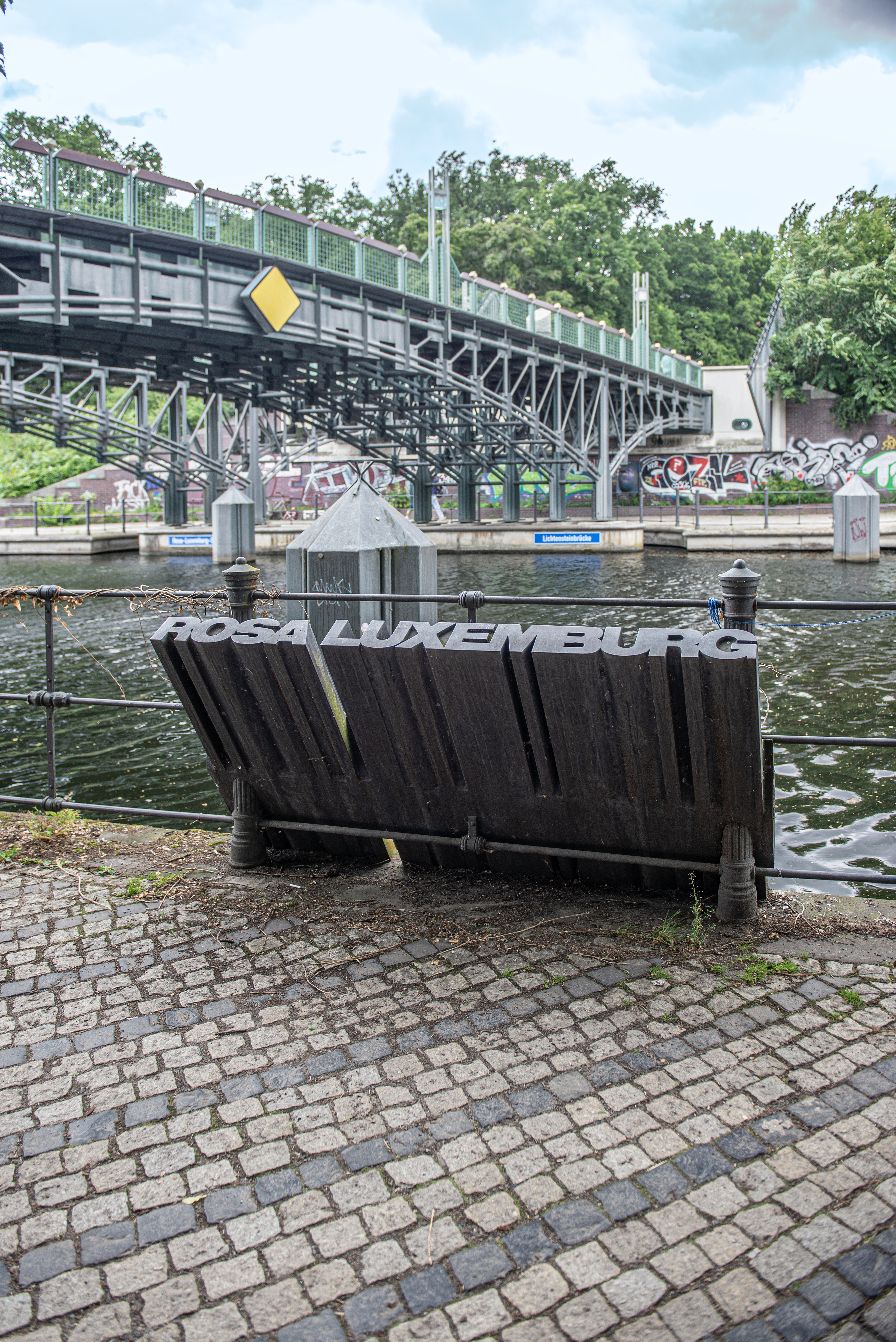
Denkmal an die Ermordung von Rosa Luxemburg

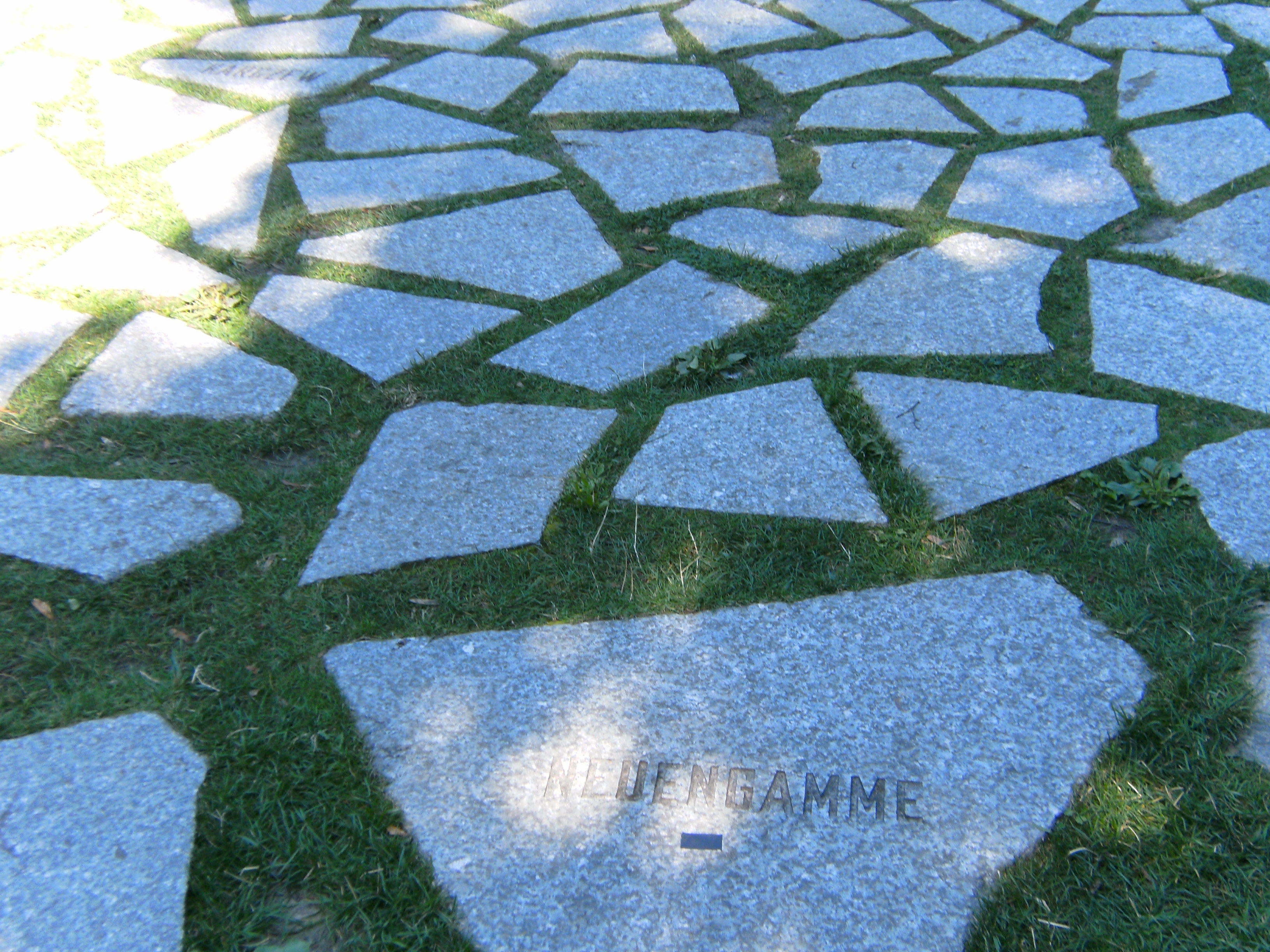
Denkmal für die im Nationalsozialismus ermordeten Sinti und Roma Europas in Berlin im Tiergarten am Reichstagsgebäude: Gedenkstein Neuengamme

Im Jahr 1945 legte die Rote Armee für ihre bei der Eroberung der Mitte Berlins Gefallenen quer zur Siegesallee auf der Nordseite der Charlottenburger Chaussee einen als Sowjetisches Ehrenmal gestalteten Soldatenfriedhof an. Am Nordufer des Neuen Sees erinnert im Tiergarten eine Stele an die Ermordung Karl Liebknechts. Am Fußweg unter der Lichtensteinbrücke am Landwehrkanal erinnert ein Denkmal an Rosa Luxemburg. An die Ermordung behinderter Menschen in der Zeit des Nationalsozialismus im Rahmen der Aktion T4 erinnert der Gedenk- und Informationsort für die Opfer der nationalsozialistischen „Euthanasie“-Morde in der Tiergartenstraße. Südlich des Reichstages wurde 2012 das Denkmal für die im Nationalsozialismus ermordeten Sinti und Roma Europas eingeweiht. Zwischen Brandenburger Tor und Lennéstraße entsteht das Projekt Global Stone. In der Ebertstraße, südlich des Brandenburger Tores befindet sich das Denkmal für die ermordeten Juden Europas. Im südöstlichen Teil des Tiergartens wurde 2008 das Denkmal für die im Nationalsozialismus verfolgten Homosexuellen errichtet.

### Wege durch den Tiergarten

#### Süd – Nord

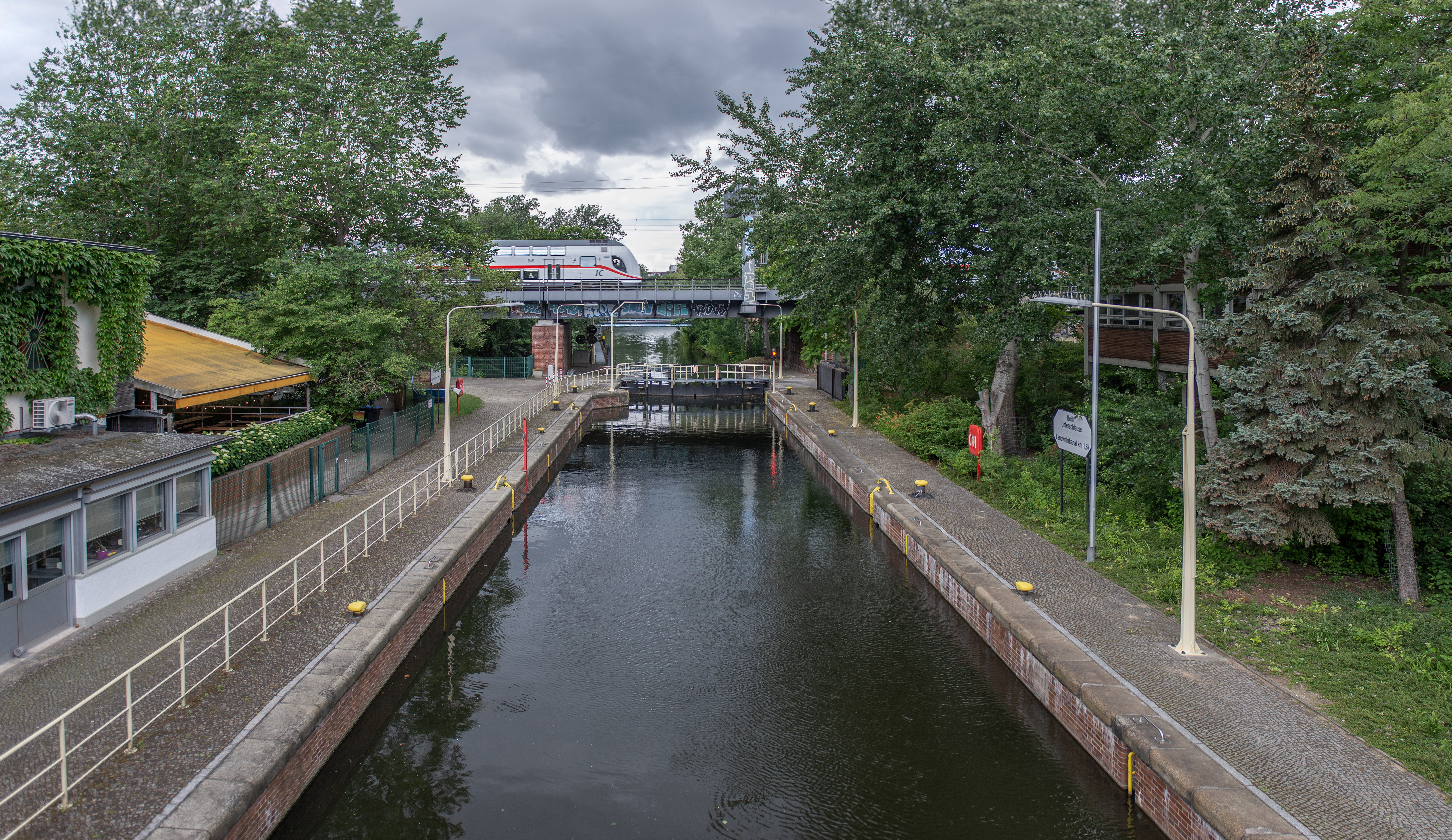
Unterschleuse des Landwehrkanals

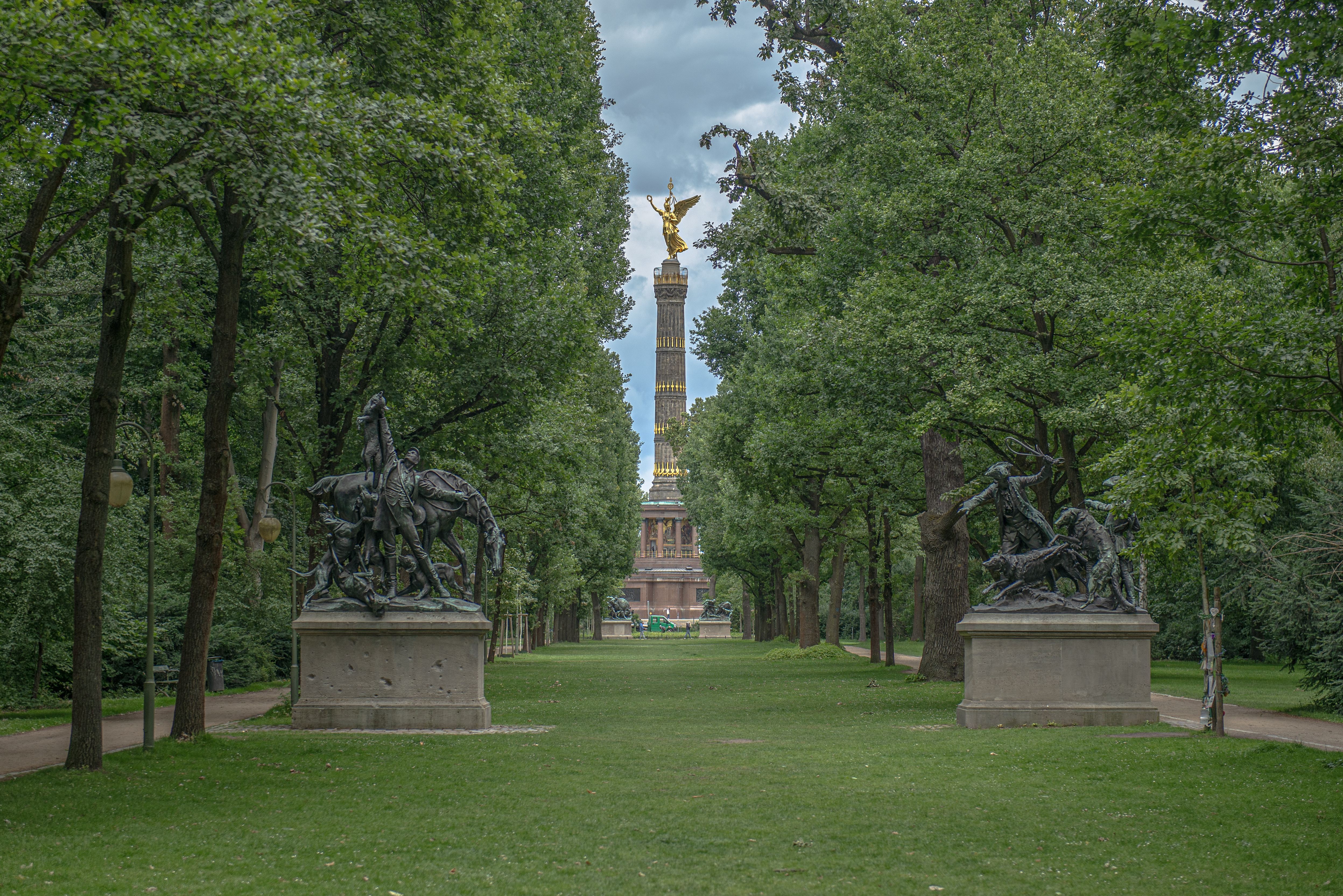
Skulpturen mit Jagdszenen und Siegessäule an der Fasanerieallee

- Vom Bahnhof Zoologischer Garten zum S-Bahnhof Tiergarten: Dieser Weg verläuft zwischen der Bahntrasse und dem westlichen Teils des Zoologischen Gartens. Überquert wird der Landwehrkanal mit der Unterschleuse, tangiert die Schleuseninsel und am Ende der Strecke wird eine Sammlung historischer Straßenlaternen durchquert.
- Lichtensteinallee – Fasanerieallee – Großer Stern: Dies ist eine Verbindung zwischen dem Tiergartenufer am Landwehrkanal und der Siegessäule. Flankiert wird die Fasanerieallee durch Skulpturen mit Jagdszenen.

#### West – Ost

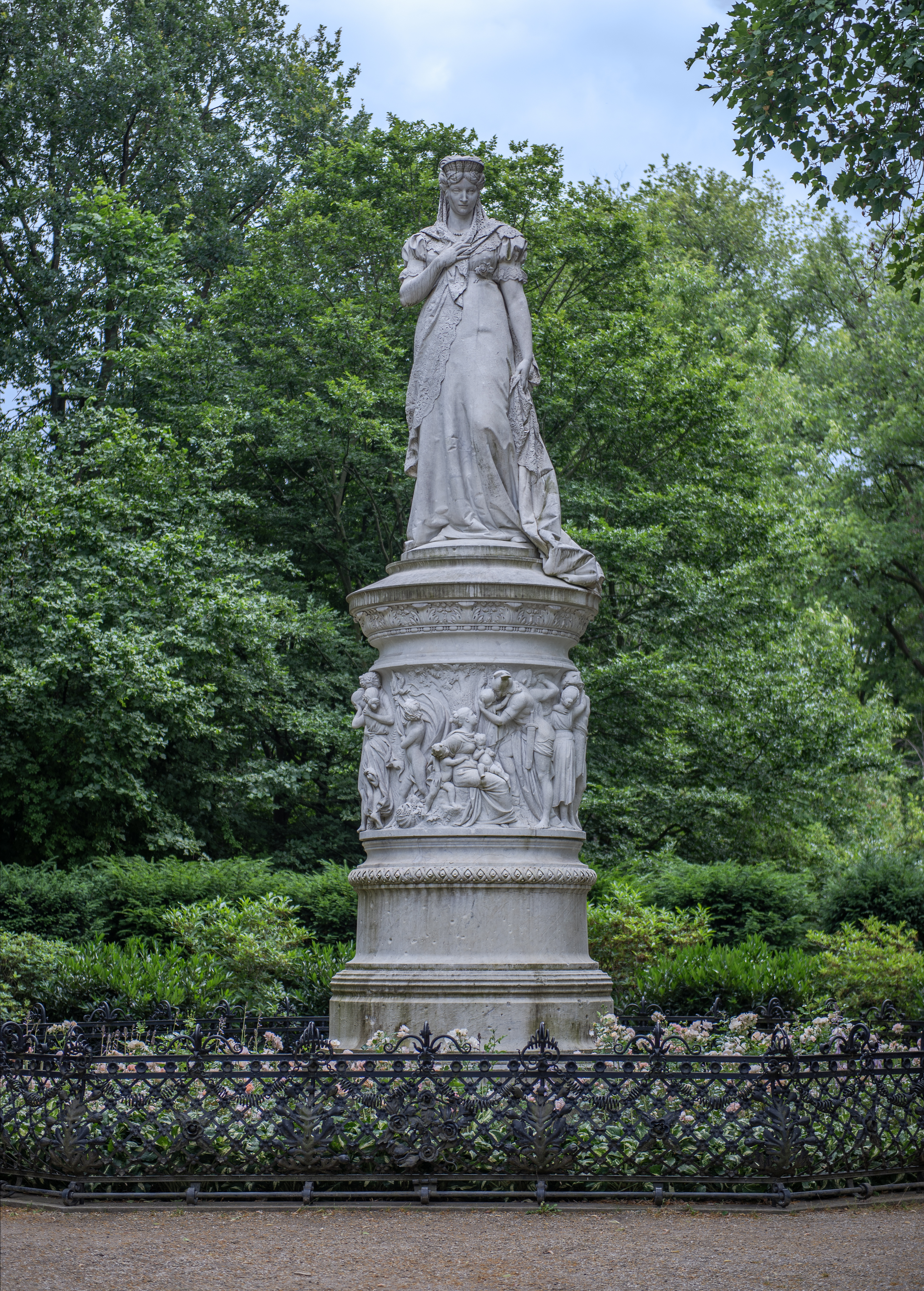
Luisendenkmal an der Luiseninsel

- Vom S-Bahnhof Tiergarten zum Brandenburger Tor: Von der Straße des 17. Juni führt in der Nähe des S-Bahnhofs Tiergarten der Große Weg, ein breiter Fußweg, in den Großen Tiergarten. Am Weg liegen die Gedenkstele für Karl Liebknecht am Neuen See und die Jagd-Skulpturen an der Kreuzung mit der Fasanerieallee.[10] Danach wird die Autostraße Hofjägerallee und der Fußweg Sternallee gekreuzt. Der Große Weg verläuft dann zwischen Rousseau-Insel und Baumdank-Denkmal (Dank an die Städte, die Bäume nach dem Zweiten Weltkrieg zur Wiederaufforstung des abgeholzten Großen Tiergarten spendeten). Vom Großen Weg zweigt der Ahornsteig ab, quer über die Luiseninsel mit der weißen Statue der Königin Luise.[11] Der Ahornsteig kreuzt dann die Fußgängerpromenade Bellevueallee, führt über den Tunnel Tiergarten Spreebogen und verläuft bis zum Brandenburger Tor.